# Перуанско-эквадорские отношения
Перуанско-эквадорские отношения — двусторонние дипломатические отношения между Перу и Эквадором. Протяжённость государственной границы между странами составляет 1529 км.

## История
Эти две страны трижды находились в состоянии вооружённого конфликта. Причиной войн стал спор между Перу и Эквадором за обладание территориями, большая часть которых лежала в бассейне Амазонки между горной цепью Анд и рекой Мараньон. С 1941 по 1942 год длилась первая перуано-эквадорская война, победу в которой одержали войска Перу. В 1960 году президент Эквадора Хосе Мария Веласко Ибарра отказался признавать Рио-де-Жанейрский протокол, согласно которому этот район был отдан под суверенитет Перу. Эквадор начал претендовать на спорный регион и подчеркивать необходимость выхода страны в Атлантический океан через реку Амазонку. 28 января 1981 года между странами началась война вдоль границы между бассейном Амазонки и Эквадором. После того, как перуанские войска вытеснили эквадорские войска со своей территории, 1 февраля 1981 года вступило в силу соглашение о прекращении огня. Комиссия, состоящая из военных атташе Соединенных Штатов, Аргентины, Бразилии и Чили, организовали проведение переговоров о прекращении огня, Перу и Эквадор отвели войска на довоенные позиции. Однако большинство эквадорцев поддержали усилия своего правительства по попытке присоединения спорной территории. В 1995 году состоялась третья война, окончившаяся ничьей. Окончательный мирный договор между странами был подписан 26 октября 1998 года.
В соответствии с подписанным мирным договором странами был разработан Национальный план развития для спорного района. Основными направлениями плана стали: улучшение социальной инфраструктуры и поощрение частных инвестиций. После подписания мирного договора страны вложили семь миллиардов долларов США в развитие пограничного региона, вложения были в следующие сферы: социальное обеспечение, здравоохранение, электрификация, осуществление постоянного иммиграционного контроля, разминирование, пресечение незаконной добычи полезных ископаемых и торговли наркотиками, а также содействие развития малых и средних предприятий. В сентябрe 2016 года состоялось очередное заседание двусторонней пограничной комиссии в Кито.

## Туризм
В 2014 году Перу с туристической целью посетило 250000 эквадорцев. С 2007 по 2013 год 150000 перуанцев посетило Эквадор. В период с 1994 по 2012 год эквадорцы составили около 4 % от общего числа эмигрантов в Перу.